# Chapelle Saint-Vincent de Grignan
La chapelle Saint-Vincent est un édifice catholique à Grignan, en France. Cette chapelle romane du XIIe siècle est inscrite aux monuments historiques.

## Description

### Généralité
La chapelle est située sur la commune de Grignan, dans la Drôme. Dédiée à saint Vincent, elle est rattachée au diocèse de Valence. Il s'agit de la chapelle du cimetière, érigée légèrement à l'ouest du centre du bourg.
La chapelle est un édifice roman au plan allongé, d'une trentaine de mètres de long, en calcaire et pierres de taille.

### Vitraux
Les vitraux de la chapelle sont l'œuvre de l'artiste belge Ann Veronica Janssens. Ce sont quatre  blocs de verre monochrome, qui ont remplacé les anciens vitraux du XIXe siècle sans intérêt artistique.

### Mobilier
Parmi le mobilier de la chapelle :
- une statue de l'Immaculée Conception (XIXe siècle[3])
- deux bannières de procession[4]
- un tableau de la Vierge à l'Enfant[5]

## Historique
La chapelle est citée pour la première fois en 1105 dans une bulle pontificale confirmant les possessions de l'abbaye Saint-Philibert de Tournus à Grignan. L'édifice actuel date de la fin XIIe siècle ou du début du XIIIe siècle. Il devient église paroissiale en 1250, statut qu'il conserve jusqu'à la fin du XVe siècle.
En 1334, l'église "Sancti Vincenti de Greynhano" relevait du prieuré des Tourettes.
À l'intérieur, les différences d'appareillage (emploi d'un petit appareil) révèlent que la travée occidentale a été ajoutée au reste de la nef.
L'édifice est inscrit au titre des monuments historiques le 13 juillet 1926. Les vitraux sont commandés en 2008 et inaugurés en 2013.
Jusqu'au XIXe siècle se trouvait, quelques dizaines de mètres plus au sud et à l'ouest, une autre chapelle, dédiée à Notre-Dame-de-Beaulieu, et qui relevait cette fois du diocèse de Saint-Paul (archevêché d'Arles). Sur le cadastre de 1836, cette chapelle était en ruines. Elle était aussi appelée "Notre-Dame de l'Aumône" car elle jouxtait au Moyen-Âge un hôpital situé sur le bord du chemin de Donzère (l'Aumône).